# Centullo III di Béarn
Centullo III (spagnolo Centulo, francese Centulle, catalano Cèntul, e occitano Centolh; prima metà secolo X – 1004 circa) fu Visconte di Béarn dal 984 alla sua morte.

## Origine
Centullo, secondo la La Vasconie. Tables Généalogiques, era figlio del Visconte di Béarn, Gastone I, e della moglie di cui non si conoscono né il nome né gli ascendenti.

Gastone I di Béarn, ancora secondo la La Vasconie. Tables Généalogiques, era figlio del Visconte di Béarn, Centullo II, e della moglie di cui non si conoscono né il nome né gli ascendenti.

## Biografia
Suo padre, Gastone I, morì poco dopo, aver sottoscritto un documento del vescovo Arsius, come viene riportato da Le livre d'or de Bayonne, in cui Gastone I (Wastonis Centulli vicecomitis), viene citato tra i firmatari.

Verso il 984 Centullo gli succedette come Centullo III.
Nel 985, Centullo viene citato come visconte di Bearn e d'Oloron (Centulli, vicecomie Bearnensis et Olorensis) nel documento n° II del Cartulaire de Saint-Vincent-de-Lucq come testimone di una donazione alla chiesa stessa.
Nel 988, il 14 settembre, Centullo (Centullus Gasto) assieme al figlio Gastone (Gasto Centullus de Bearno) sottoscrissero l'atto di acquisizione del territorio di Saint-Sever e la fondazione dell'abbazia, da parte del duca di Guascogna, Guglielmo I, come da documento n° VI (Les chartes de Saint-Sever), anno 988.

Nel 993, inoltre, Centullo (Centuli Gastoni) assieme al figlio Gastone (Signum Gastoni Centuli de Bearno) sottoscrissero il documento per il restauro dell'abbazia, sempre da parte del duca Guglielmo I.

Questi avvenimenti sono riportati anche dal Vizcondes dependientes del ducado de Vasconia.
Il Vizcondes dependientes del ducado de Vasconia riporta ancora che Centullo III, nel 995, fu tra i fondatori dell'abbazia di la Reule ed è citato nella donazione della chiesa di Balirac, fatta al monastero di San Vicente di Lucq da un chierico di nome Orbita. 
Centullo III fu assassinato, nel 996, da Lupo Fuerte, signore di Serres, un suo vassallo, pare per ordine del duca Guglielmo I, come riporta anche la La Vasconie. Tables Généalogiques, aggiungendo che Lupo Fuerte fuggì a Roma dove divenne ecclesiastico, e tornato nel Bearn, divenne abate del monastero di Santa Maria, da lui fondato.
Secondo la Biografias Enciclonet, Centullo III morì nel 1004. Gli succedette il figlio Gastone, come Gastone II.

## Matrimonio e discendenza
Sempre secondo il Vizcondes dependientes del ducado de Vasconia, che la La Vasconie. Tables Généalogiques, Centullo III aveva preso moglie prima del 950; della moglie di Gastone non si conoscono né il nome né gli ascendenti. 
Centullo III dalla moglie ebbe un figlio:
- Gastone, Visconte di Béarn[7][10].

### Fonti primarie
- (LA)  Cartulaire de Saint-Vincent-de-Lucq.
- (LA)  Le livre d'or de Bayonne.

### Letteratura storiografica
- (FR)  LA VASCONIE.
- (FR)  Histoire de la Gascogne depuis les temps les plus reculés jusqu'à nos jours. Tome 1.
- (ES)  AUÑAMENDI EUSKO ENTZIKLOPEDIARA.
- (CA)  Gran enciclopèdia catalana.